# 脇田滋
脇田 滋（わきた しげる、1948年5月20日 - ）は、日本の法学者。専門は労働法。特に、過労死問題や労働者派遣法、イタリア労働法を研究。学位は、博士（法学）（龍谷大学・論文博士・1998年）(学位論文「労働法の規制緩和と公正雇用保障」）。龍谷大学名誉教授。

## 略歴
大阪市出身。1971年京都大学法学部卒、1976年同大学院法学研究科博士課程単位取得満期退学（恩師：片岡昇）。1998年「労働法の規制緩和と公正雇用保障」で、龍谷大学より博士（法学）の学位を取得。1979年京都府立大学文学部専任講師、1980年助教授を経て、1985年龍谷大学法学部助教授、1988年教授。2002年法学部長、2017年退職。
この他に、龍谷大学教職員組合委員長や京都滋賀私立大学教職員組合連合委員長を歴任。

## 著書
- 『労働法の規制緩和と公正雇用保障 労働者派遣法運用の総括と課題』法律文化社 1995
- 『これだけは知っておこう派遣社員の悩みQ&A』学習の友社 実践・職場と権利シリーズ 1999
- 『派遣・契約社員働き方のルール これだけは知っておきたい労働法』旬報社 2002
- 『労働法を考える この国で人間を取り戻すために』新日本出版社 2007

### 共編著
- 『派遣労働の法律と実務』西谷敏共編 労働旬報社 1987
- 『新現代労働法入門』横井芳弘、角田邦重共編 法律文化社 現代法双書 2000
- 『規制緩和と労働者・労働法制』萬井隆令、伍賀一道共編 旬報社 2001
- 『新現代労働法入門 第3版』角田邦重、毛塚勝利共編 法律文化社 現代法双書 2005
- 『若者の雇用・社会保障 主体形成と制度・政策の課題』井上英夫、木下秀雄共編 日本評論社 龍谷大学社会科学研究所叢書 2008
- 『「非正規」をなくす方法 雇用、賃金、公契約』中村和雄共著 新日本出版社 2011
- 『ワークルール・エグゼンプション 守られない働き方』編著 学習の友社 2011
- 『労働者派遣と法』和田肇、矢野昌浩共編著 日本評論社 2013
- 『アクチュアル労働法』毛塚勝利、米津孝司共編 法律文化社 2014
- 『常態化する失業と労働・社会保障 危機下における法規制の課題』矢野昌浩、木下秀雄共編 日本評論社 龍谷大学社会科学研究所叢書 2014
- 『日本の雇用が危ない 安倍政権「労働規制緩和」批判』西谷敏、五十嵐仁、和田肇、田端博邦、野田進、萬井隆令、深谷信夫共著 旬報社 2014

## 論文
- Cinii